# Михайло Кучер
Михайло Кучер (30 грудня 1907, Кременець — 27 жовтня 2001, Джерсі-Сіті, США) — український педагог, журналіст та громадський діяч в діаспорі.

## Біографія
Михайло Кучер народився 30 грудня 1907 року у Кременці на Волині. Здобув освіту в Кременецькій гімназії ім. Івана Стешенка, а потім виїхав до Праги, де навчався у Вищому педагогічному інституті ім. Драгоманова, який закінчив у 1932 році.
До 2-ї світової війни служив у польському війську та працював учителем у навчальних закладах на Волині. Під час Другої світової війни потрапив до Німеччини, де деякий час перебував у таборах Ді Пі (Ганновер та Ашаффенбург). Від 1950 року постійно проживав у Джерсі-Сіті (США).
Брав участь у редагуванні діаспорних видань Наш клич, Свобода, Народна воля, Мета та Український Прометей. Був членом Спілки українських журналістів Америки. Виступав меценатом Українського музею в Нью-Йорку.